# Ville-en-Vermois
Ville-en-Vermois é uma comuna francesa na região administrativa de Grande Leste, no departamento de Meurthe-et-Moselle. Estende-se por uma área de 10,53 km². Em 2010 a comuna tinha 604 habitantes (densidade: 57,4 hab./km²).